# Lydia Clarke
Lydia Marie Clarke-Heston (ur. 14 kwietnia 1923 w Two Rivers w stanie Wisconsin, zm. 3 września 2018 w Santa Monica w stanie Kalifornia) – amerykańska fotografka i aktorka. Odtwórczyni głównej roli w filmie Atomowe miasto, w 1953 roku nominowanym do Oskara. Wdowa po aktorze, laureacie Oscara Charltonie Hestonie.
Jest absolwentką Northwestern University w Evanston. Przez 64 lata była żoną aktora Charltona Hestona. Ich małżeństwo trwające od 17 marca 1944 do śmierci Hestona 5 kwietnia 2008 było jednym z najdłuższych i najbardziej udanych w aktorskim środowisku. W 1952 zagrała główną rolę Marthy Addison w filmie Atomowe miasto, który rok później otrzymał nominację do Oscara za Najlepsze materiały do scenariusza i scenariusz. W 1955 urodził się ich jedyny syn Fraser; reżyser, producent i aktor. Później adoptowali jeszcze córkę Holly (ur. 1961).
Lydia Clarke chorowała na raka piersi. W 1991 przeszła zabieg mastektomii.

## Wybrana filmografia
- Największe widowisko świata (1952) jako cyrkowa dziewczyna
- Atomowe miasto (1952) jako Martha Addison
- Wieczni wrogowie (1953) jako Rita Thornburg
- Will Penny (1968) jako pani Fraker
- Człowiek Omega (1971; fotografie)